# Wacław Waśkowski

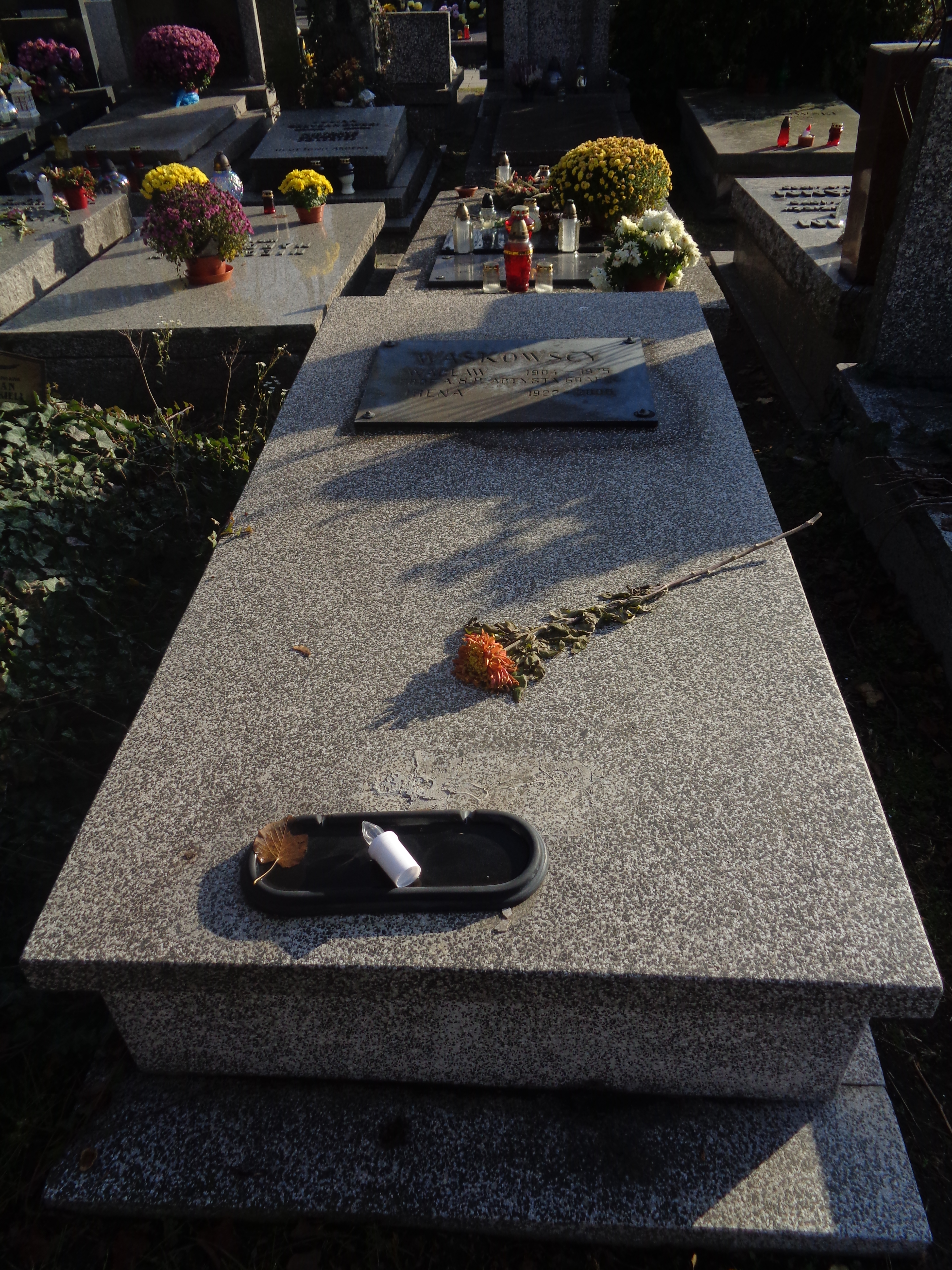
Grób Wacława Waśkowskiego na cmentarzu Wojskowym na Powązkach

Wacław Waśkowski (ur. 15 lutego 1904 w Równem, zm. 26 grudnia 1975 w Warszawie) – polski artysta grafik pochodzenia ukraińskiego. 

## Życiorys
Studiował 1926–1938 w Szkole Sztuk Pięknych w Warszawie u Tadeusza Pruszkowskiego i Leona Wyczółkowskiego, a następnie został asystentem w Katedrze Grafiki Artystycznej u Stanisława Ostoi-Chrostowskiego (1937–1939). Był członkiem Ukraińskiego Stowarzyszenia Artystycznego „Spokij” (1927–1939), Związku Polskich Artystów Grafików (1938–1939).
Po II wojnie światowej ze względów zdrowotnych osiadł w Zakopanem. Uczył w Państwowej Szkole Przemysłu Drzewnego w Zakopanem (1945–1952). W 1952 wrócił do Warszawy. Pracował jako profesor kontraktowy na Wydziale Grafiki Akademii Sztuk Pięknych w Warszawie, w latach 1956–1974 profesor nadzwyczajny tego wydziału. Wykształcił wielu polskich drzeworytników, m.in. Marię Hiszpańską-Neumann i Tadeusza Dominika.
Początkowo uprawiał malarstwo (szczególnie pastel), potem zajął się wyłącznie grafiką. 
Uprawiał różne rodzaje grafiki warsztatowej (drzeworyt sztorcowy, techniki metalowe, litografia). Eksperymentował z różnymi technikami graficznymi. Zajmował się też grafiką książkową.
Dwukrotnie żonaty. Był mężem ilustratorki książek Zofii z Horodyńskich (1913–1944), która poległa podczas powstania warszawskiego, później ożenił się z Ireną Lucyną z Dobrowolskich (1922–2006).
Zmarł w Warszawie, pochowany na cmentarzu Wojskowym na Powązkach (kwatera 39A-2-8).

## Ordery i odznaczenia
- Złoty Krzyż Zasługi (22 lipca 1952)[3]
- Medal 10-lecia Polski Ludowej (19 stycznia 1955)[4]

## Książki
- Aleksander Puszkin: Dubrowski, przeł. Seweryn Pollak ; drzeworytami ozdobił Wacław Waśkowski, Książka i Wiedza, Warszawa 1950.